# 1993 en gymnastique
| Années de la gymnastique : 1990 - 1991 - 1992 - 1993 - 1994 - 1995 - 1996    |
| Décennies de la gymnastique : 1960 - 1970 - 1980 - 1990 - 2000 - 2010 - 2020 |

Les faits marquants de l'année 1993 en gymnastique

## Naissance
- 19 octobre : Youna Dufournet, gymnaste artistique française